# Middelrode
Middelrode est un village situé dans la commune néerlandaise de Saint-Michel-Gestel, dans la province du Brabant-Septentrional. Le 1er janvier 2009, le village comptait 9 743 habitants, en y incluant les habitants du village de Berlicum.